# Habroneuron
Habroneuron é um género botânico pertencente à família Rubiaceae.

## Espécies
- Habroneuron radicans